# Derby éternel (Serbie)
Pour les articles homonymes, voir Derby éternel.
La rivalité entre l'Étoile rouge et le Partizan se réfère à l'antagonisme entre les deux principaux clubs de football de la capitale serbe, Belgrade. Ces deux clubs se sont partagés la majorité du palmarès du championnat de Yougoslavie jusqu'à sa disparition au début des années 2000 et celui du championnat de Serbie-et-Monténégro jusqu'en 2006. Depuis, la même domination sur les titres nationaux existe dans le championnat de Serbie.
L'Étoile rouge et le Partizan sont fondés la même année, 1945. L'Étoile est fondé le premier, le 4 mars. Créé le 4 octobre, le Partizan est le club de      l'Armée populaire yougoslave. 
Au niveau du palmarès national, l'Étoile rouge a remporté huit championnats de Yougoslavie de plus que le Partizan (19 contre 11) mais ce dernier a su inverser la tendance dans le championnat de Serbie-et-Monténégro (8 pour le Partizan contre 5), les deux clubs étant au coude à coude dans le championnat de Serbie actuel (8 titres pour le Partizan contre 10 pour l'Étoile rouge).
Dans les compétitions européennes, l'Étoile rouge a réussi en 1991, ce que le Partizan n'a pas su faire en 1966, à savoir remporter une Ligue des Champions.

## Statistiques
Au 24 septembre 2024, 174 matchs ont été joués.
|       | Etoile rouge | Nuls | Partizan | Total |
| ----- | ------------ | ---- | -------- | ----- |
| Total | 69           | 57   | 48       | 174   |

## Palmarès
| Competition                                      | Étoile Rouge | Partizan |
| ------------------------------------------------ | ------------ | -------- |
| Championnat de la République populaire de Serbie | 1            | 0        |
| Championnat de Yougoslavie                       | 19           | 11       |
| Championnet de Serbie et Monténégro              | 5            | 8        |
| Championnat de Serbie                            | 9            | 8        |
| Coupe de Yougoslavie                             | 12           | 6        |
| Coupe de Serbie et Monténégro                    | 9            | 3        |
| Coupe de Serbie                                  | 5            | 7        |
| Supercoupe de Yougoslavie                        | 2            | 1        |
| Coupe de la Ligue de Yougoslavie                 | 1            | 0        |
| Coupe Mitropa                                    | 2            | 1        |
| Ligue des champions                              | 1            | 0        |
| Coupe intercontinentale                          | 1            | 0        |
| Total                                            | 67           | 45       |

## Navigation